# 4750 Mukai
4750 Mukai è un asteroide della fascia principale. Scoperto nel 1990, presenta un'orbita caratterizzata da un semiasse maggiore pari a 2,1840104 UA e da un'eccentricità di 0,0905061, inclinata di 4,90418° rispetto all'eclittica.